# 式インデックス
式インデックス（しきインデックス、英: expression index）または関数インデックス（英: function-based index）は関係データベース管理システムで用いられるインデックスの中で、列の組み合わせの代わりに任意の式の結果をキーとするものを指す。
式インデックスを使うと、テーブルに格納された実際のデータとは異なるキーでの検索が可能になる。
式インデックスの一般的な使用例として、大文字小文字を区別しない検索または一意性制約がある。
例えば、ユーザ名を大文字小文字を区別せずに検索を行い、かつ入力されたユーザ名の大文字小文字を保持したい場合が挙げられる。この場合、小文字に変換して格納するだけは要件を満たせない。一意性制約のための UNIQUE INDEX は、大文字もしくは小文字に変換後のユーザ名 (user_name) に対して定義できる：
```
CREATE
 
UNIQUE
 
INDEX
 
idx_user_name_lower
 
ON
 
user_table
(
 
lower
(
 
user_name
 
)
 
);

```

検索クエリは WHERE句に lower(user_name) を指定することで、
このインデックスを使うことができる：
```
SELECT
 
user_id
 
FROM
 
user_table
 
WHERE
 
lower
(
user_name
)
 
=
 
lower
(
'Decibel'
);

```

## サポート
- PostgreSQL は式インデックスをサポートしている[1]。
- Microsoft SQL Server は式インデックスを直接はサポートしないが、計算列に対するインデックスの作成で代用できる[2]。